# 證券投資信託公司
證券投資信託公司，簡稱投信公司或投信，是一種從事證券投資信託的信託公司。投信公司之主要業務為證券投資信託及全權委託投資，均為資產管理服務。

## 营业种类
1. 證券投資信託業務，即發行共同基金，為一項標準化之資產管理業務，服務對象為不特定之投資大眾，投信公司依據大眾之需求，以定型化之證券投資信託契約來管理每檔共同基金。
2. 全權委託投資（英语：Discretionary investment management）業務，俗稱代客操作，為一項客製化之資產管理業務，代客操作業者與個別投資人簽訂全權委託投資契約[1]。
3. 私募證券投資信託業務。

## 臺灣市場
依中華民國《證券投資信託及顧問法》，證券投資信託是指向不特定人募集證券投資信託基金發行受益憑證，或向特定人私募證券投資信託基金交付受益憑證，從事於有價證券、證券相關商品或其他經主管機關核准項目之投資或交易。
在臺灣的投資市場，基金規模較大的投信公司包括元大投信、國泰投信、統一投信、群益投信、復華投信、野村投信等等。投信與外資、自營商在臺灣合稱為三大法人。